# Bristol Bloodhound

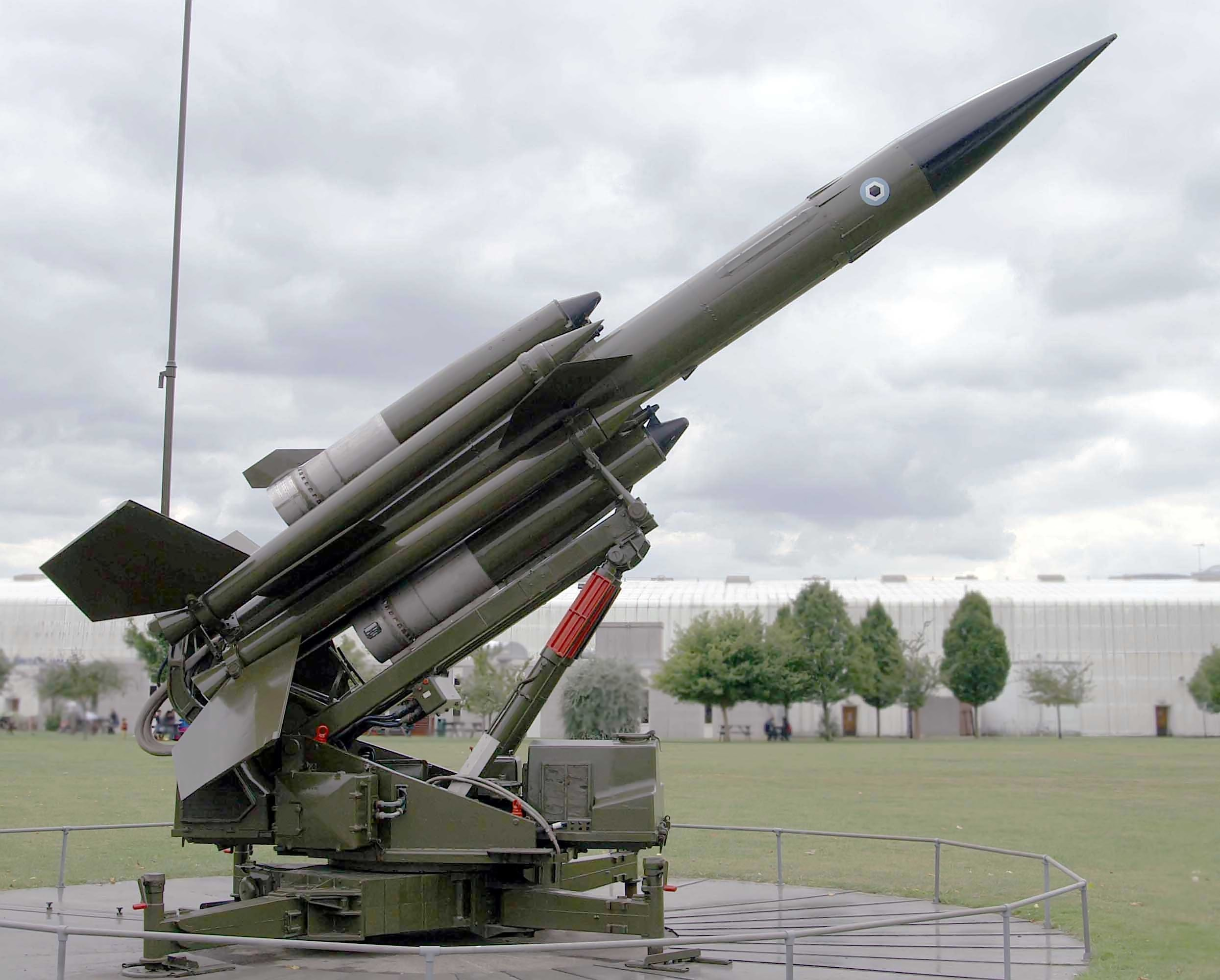

Bristol Bloodhound – brytyjski przeciwlotniczy zestaw rakietowy używany od końca lat 50. do lat 90. XX wieku.

## Historia
Bloodhound został zaprojektowany w zakładach Bristol Aeroplane Company w ramach programu o kryptonimie Red Duster. Zgodnie zamierzeniami miał stać się standardową bronią brytyjskiej obrony przeciwlotniczej uzupełniając zestaw Thunderbird przeznaczony do obrony wojsk lądowych. Bloodhound Mk I wszedł do uzbrojenia w 1958 roku. Poza RAF był używany także przez wojska szwedzkie (jako Rb.65). W 1964 roku do uzbrojenia weszła wersja Mk 2 wyposażona w silniejsze silniki i nowocześniejszy radar naprowadzający rakiety na cel dzięki czemu wzrósł zasięg zestawu, prawdopodobieństwo trafienia, a także zmniejszono minimalny pułap atakowanych celów. Wersja Mk 2 znalazła się także na uzbrojeniu armii szwedzkiej (jako Rb.68), a także szwajcarskiej (BL-64).
Z uzbrojenia armii brytyjskiej zestawy tego typu zostały wycofane w 1991 roku.

## Opis
Pocisk zestawy Bloodhound startował przy pomocy czterech silników rakietowych na stałe paliwo. Po osiągnięciu odpowiedniej prędkości uruchamiały się dwa silniki strumieniowe zamocowane do kadłuba pylonami, a silniki rakietowe były odrzucane. Pocisk był naprowadzany półaktywnie na cel podświetlany przez radar naziemny. Głowica bojowa prętowa detonowana przy pomocy zapalnika zbliżeniowego.

## Dane taktyczno techniczne pocisku
- Długość: 8,46 m
- Średnica kadłuba: 0,546 m
- Rozpiętość: 2,83 m
- Zasięg: 80 km (Mk 1), 185 km (Mk 2)